# Fasano (stacja kolejowa)
Fasano (włoski: Stazione di Fasano) – stacja kolejowa w Fasano, w prowincji Brindisi, w regionie Apulia, we Włoszech.
Stacja posiada cztery tory dla obsługi pasażerów na linii Bari-Brindisi-Lecce: zatrzymują się tutaj pociągi regionalne, niektóre pociągi ekspresowe i InterCity oraz Eurostar Italia do Rzymu.
Stacja, która znajduje się około 3 kilometrów od miasta i położona jest na równinie, przy drodze do Savelletri, z Fasano jest połączona przez komunikację autobusową.
Stacja obsługuje również gminy Cisternino, Locorotondo i Martina Franca.

## Linie kolejowe
Adriatica